# 张显扬 (哲学家)
张显扬（1936年10月1日—2013年9月18日），男，江蘇太倉人，中国社会科学院马克思列宁主义毛泽东思想研究所研究员，中华人民共和国自由派學者。

## 生平
1971年初，张显扬从中国人民大学江西干校回到北京，已对文化大革命有所觉悟。1971年9月13日林彪出逃摔死。十多天后，张显扬得知此消息。正巧一位从马里援外归来的老友、铁岭农学院的姜绍卿来看张显扬。二人谈及此事，张显扬说：“文化大革命破产了，毛泽东破产了。”此后，张显扬扔下自己的业务专业“欧洲哲学史”，转而开始研究文化大革命和毛泽东。到毛泽东逝世时，张显扬已经写下许多稿子。粉碎“四人帮”后，他和王贵秀合作发表了若干文章，其中包括批判“全面专政”的四篇文章，一时间很有影响。
1979年，正在北京大学外国哲学研究所工作的张显扬，受到中共中央宣传部和中国社会科学院指名邀请，参加了理论工作务虚会。
1979年8月，中国社会科学院马克思列宁主义毛泽东思想研究所（简称“马列所”）正式成立，于光远兼任所长，中共中央中宣部副部长王惠德兼任第二所长，副所长是苏绍智、冯兰瑞、廖盖隆（兼）。1980年4月，该所成立所学术委员会，同年9月成立所务委员会。1980年9月15日，该所召开全所大会，宣布该所的组织机构，其中所务委员会为该所的最高权力机构，由13名委员组成：于光远、王惠德、廖盖隆、苏绍智、冯兰瑞、田杰、石磊、冯修惠、韩佳辰、李成斌、黎光、张显扬、陈步；所务委员设有常务委员：于光远、王惠德、廖盖隆、苏绍智、冯兰瑞、田杰、石磊、冯修惠。张显扬还担任该所的“列斯研究室”负责人，与韩佳辰共同担任该所“马克思主义百科辞书编辑室”负责人。在该所的四个学术会议的召集人中，张显扬是“政治学和社会学会议”的召集人。
马列所成立初期，将编辑出版《中国大百科全书·科学社会主义卷》作为该所的重要任务，由苏绍智负责，张显扬协助，筹组编委会。
1986年底，胡耀邦下台后，“理论务虚会派”的王若水、张显扬被中共中央勒令退党；苏绍智、孙长江被撤职，也险些遭勒令退党。1987年，张显扬退党。
1988年11月，“民间政改派” 促成了“首届全国现代化理论研讨会”在北京举行，于光远、黎澍、李锐、李慎之、苏绍智、于浩成、戈扬、丁守和、许良英、冯兰瑞、张显扬、严家其、张晋藩、罗荣渠、温元凯、黎鸣、孙立平、萧功秦等中国300余名学者与会。
1989年2月26日，张显扬、李洪林（福建社会科学院研究员）、包遵信（中国社会科学院历史所副研究员）、戈扬等42人，联名致信中共中央，要求释放政治犯。
2013年9月18日，张显扬因心脏病突发在北京逝世，享年77岁。